# 高偃 (北魏)
高偃（5世纪？—486年），字仲游，北魏官员，出身高句丽，自称祖先渤海蓚县人，他是高颺的次子，高琨的弟弟，高肇、高显的哥哥，魏宣武帝的舅舅。
高偃在魏孝文帝太和十年（486年）就已经去世。魏宣武帝正始年间，被追赠为安东将军、都督、青州刺史，谥庄侯。景明四年（503年），宣武帝纳其女高英为贵嫔。顺皇后于氏崩，永平元年（508年），高英被立为皇后。永平二年（509年），八座奏封高偃之妻、高英之母王氏为武邑郡君。